# 京都府道57号弥栄本庄線
京都府道57号弥栄本庄線（きょうとふどう57ごう やさかほんじょうせん）は、京都府京丹後市弥栄町溝谷を起点に与謝郡伊根町本庄上に至る府道（主要地方道）である。

## 概要
本路線は、1977年に一般府道寺領野中線と一般府道岩ヶ鼻弥栄線の一部を併せて制定された路線である。丹後半島を西の内陸から東の海沿いへ横断しており、京丹後市弥栄町の弥栄地区と野間地区、伊根町の筒川地区と本庄地区を結ぶ。
京丹後市弥栄町の弥栄地区から野間地区にかけては、かつて岩ヶ鼻弥栄線の一部で、全線にわたって狭隘な山道が延々と続く。両地区を移動するのであれば、並走する京都府道654号井辺平線のほうがより整備されており安全である。野間地区から先はかつて寺領野中線で、野中から伊根町との境界附近までは改良区間が続くが、伊根町に入ると丹後縦貫林道と交わり、谷底までは未開通区間となる。そのため、当該林道のほか、京都府道653号碇網野線と京都府道652号久僧伊根線を利用して迂回することになる。迂回先から本路線に復帰すると、終点まで他路線との重複区間となる。この間は改良区間と未改良区間が入り混じりながら国道178号交点に結する。

### 路線データ
- 起点：京丹後市弥栄町溝谷（京都府道53号網野岩滝線交点）
- 終点：与謝郡伊根町本庄上（国道178号交点、京都府道621号下世屋本庄線終点）
- 実延長：24.0583 km

## 歴史
- 1993年（平成5年）5月11日 - 建設省から、府道弥栄本庄線が弥栄本庄線として主要地方道に再指定される[1]。

- 前身の一般府道寺領野中線（伊根町野村〜弥栄町野中）、一般府道岩ヶ鼻弥栄線（宮津市岩ヶ鼻〜弥栄町溝谷）
  - 1959年（昭和34年）：一般府道250号岩ヶ鼻弥栄線、一般府道254号寺領野中線として京都府が認定。
  - 1977年（昭和52年）6月9日：一般府道2路線を廃止。
- 現行の主要地方道弥栄本庄線
  - 1977年（昭和52年）6月9日：岩ヶ鼻弥栄線の一部と寺領野中線を合併して伊根町側の路線延長と起終点を入れ替えを施し、主要地方道弥栄本庄線として認定。路線番号を57とする。岩ヶ鼻弥栄線の残部は一般府道296号岩ヶ鼻須川線となる。

## 路線状況

### 重複区間
- 京都府道75号浜丹後線（京丹後市弥栄町須川 - 京丹後市弥栄町野中）
- 丹後縦貫林道（与謝郡伊根町野村 地内）[要出典]
- 京都府道652号久僧伊根線（与謝郡伊根町野村 - 与謝郡伊根町菅野）
- 京都府道621号下世屋本庄線（与謝郡伊根町菅野 - 与謝郡伊根町本庄上）

### 不通区間
- 与謝郡伊根町野村 - 同

## 地理

### 通過する自治体
- 京丹後市
- 与謝郡伊根町

### 交差する道路
| 交差する道路                                         | 交差する場所 | 交差する場所 | 交差する場所   | 備考                    |
| ---------------------------------------------------- | ------------ | ------------ | -------------- | ----------------------- |
| 京都府道53号網野岩滝線                               | 京都府       | 京丹後市     | （弥栄町溝谷） | 起点                    |
| 京都府道75号浜丹後線                                 | 京都府       | 京丹後市     | （弥栄町須川） | 弥栄町野中まで重複      |
| 京都府道75号浜丹後線                                 | 京都府       | 京丹後市     | （弥栄町野中） |                         |
| 丹後半島縦貫林道                                     | 京都府       | 与謝郡伊根町 | （野村）       | 野村地内で重複          |
| 丹後半島縦貫林道                                     | 京都府       | 与謝郡伊根町 | （野村）       |                         |
| 不通区間                                             |              |              |                |                         |
|                                                      | 京都府       | 与謝郡伊根町 | （野村）       |                         |
| 京都府道652号久僧伊根線                              | 京都府       | 与謝郡伊根町 | （野村）       | 菅野まで重複            |
| 京都府道621号下世屋本庄線 京都府道652号久僧伊根線    | 京都府       | 与謝郡伊根町 | （菅野）       | 終点まで府道621号と重複 |
| 国道178号（国道482号重複） 京都府道621号下世屋本庄線 | 京都府       | 与謝郡伊根町 | （本庄上）     | 終点                    |

※ 交差する場所の括弧書きは地名、それ以外は交差点名で表示

### 自然
- 宇川
- 筒川
- 布引滝

#### 官公庁・公共施設
- 宮津警察署筒川駐在所
- 宮津警察署本庄駐在所

#### 教育
- 京丹後市立野間小学校
- 伊根町立本庄中学校

#### 金融機関・郵便局
- 野間郵便局
- 本庄郵便局

#### 神社・仏閣
- 溝谷神社
- 萬願寺
- 洞養寺
- 大宮神社
- 知足院
- 丹後大仏

#### 企業
- NTT西日本京都支店筒川RT

#### 余暇・観光
- 伊根町桜が丘運動公園